# Suvretta House

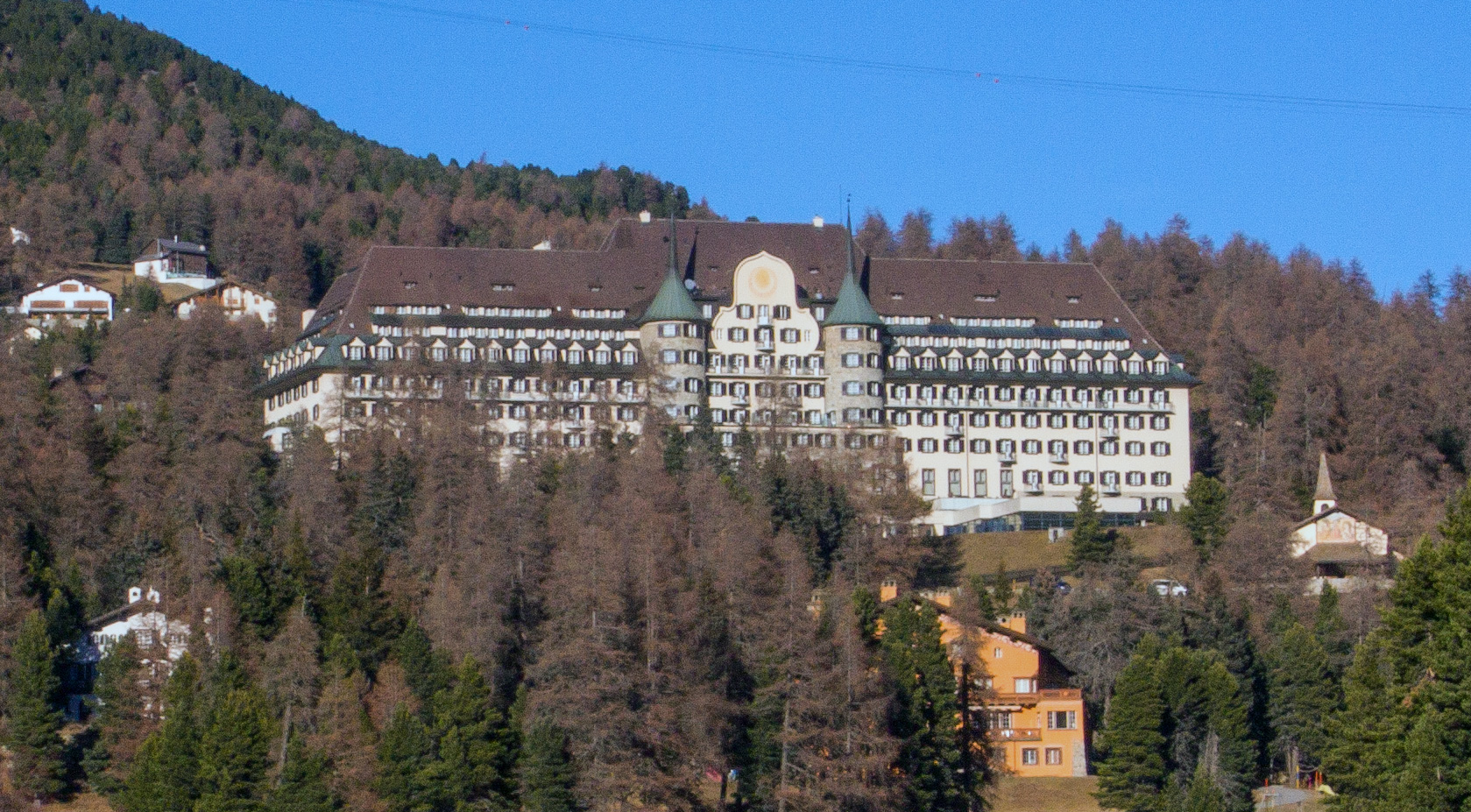
Suvretta House 2012

Das Suvretta House ist ein 5-Sterne-Hotel in St. Moritz im Oberengadin im schweizerischen Kanton Graubünden. Es wurde 1912 im Stil des späten Historismus erbaut, gehört zu den Leading Hotels of the World und ist in der 6. Generation im Familienbesitz. Es bietet 171 Gästezimmer und 10 Suiten.

## Lage
Das Suvretta House liegt zwei Kilometer westlich von St. Moritz in einer natürlichen Parklandschaft am Südosthang des Piz Nair Pitschen, unterhalb des Wintersport- und Wandergebiets Suvretta-Corviglia.

## Geschichte

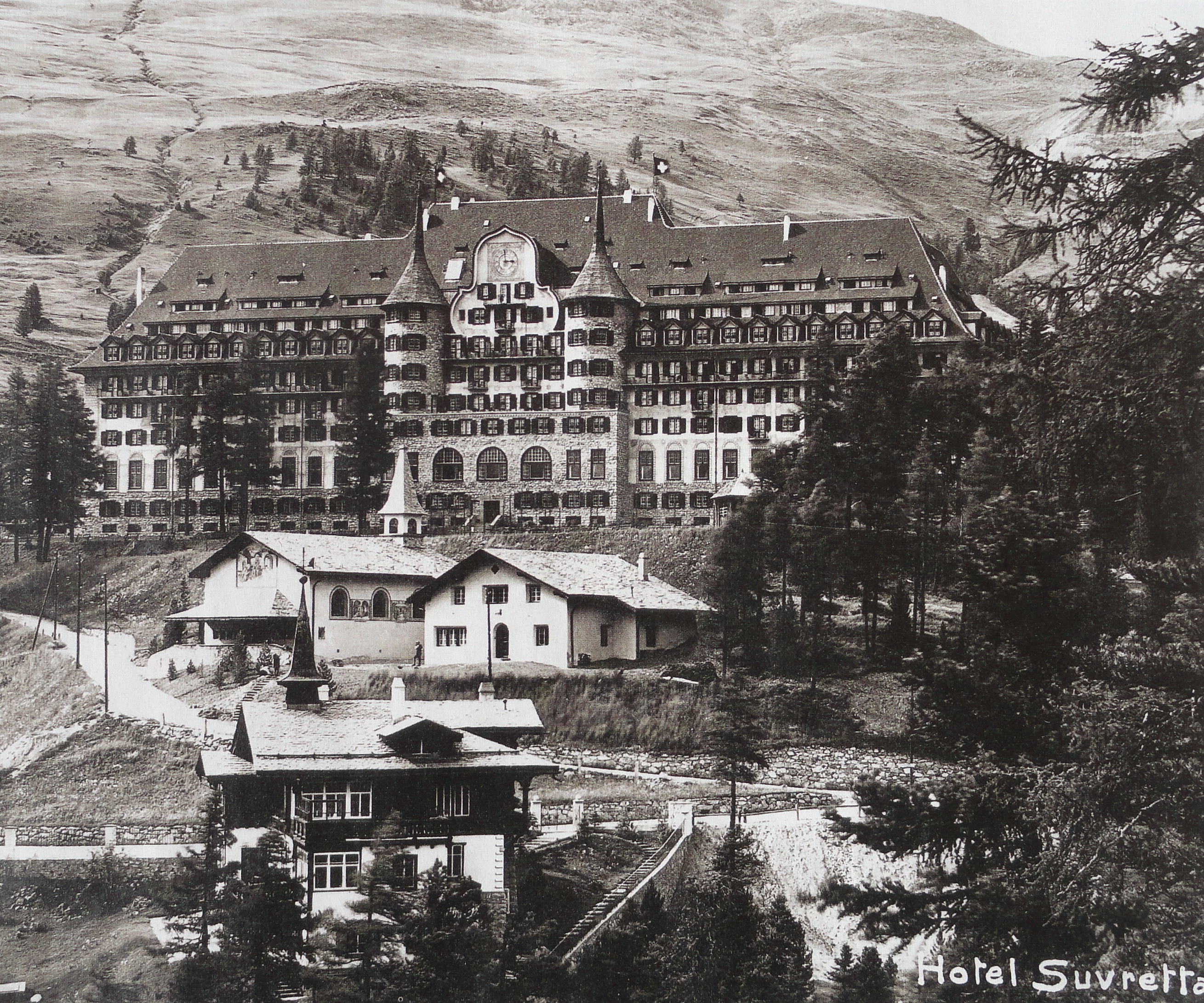
Suvretta House um 1913

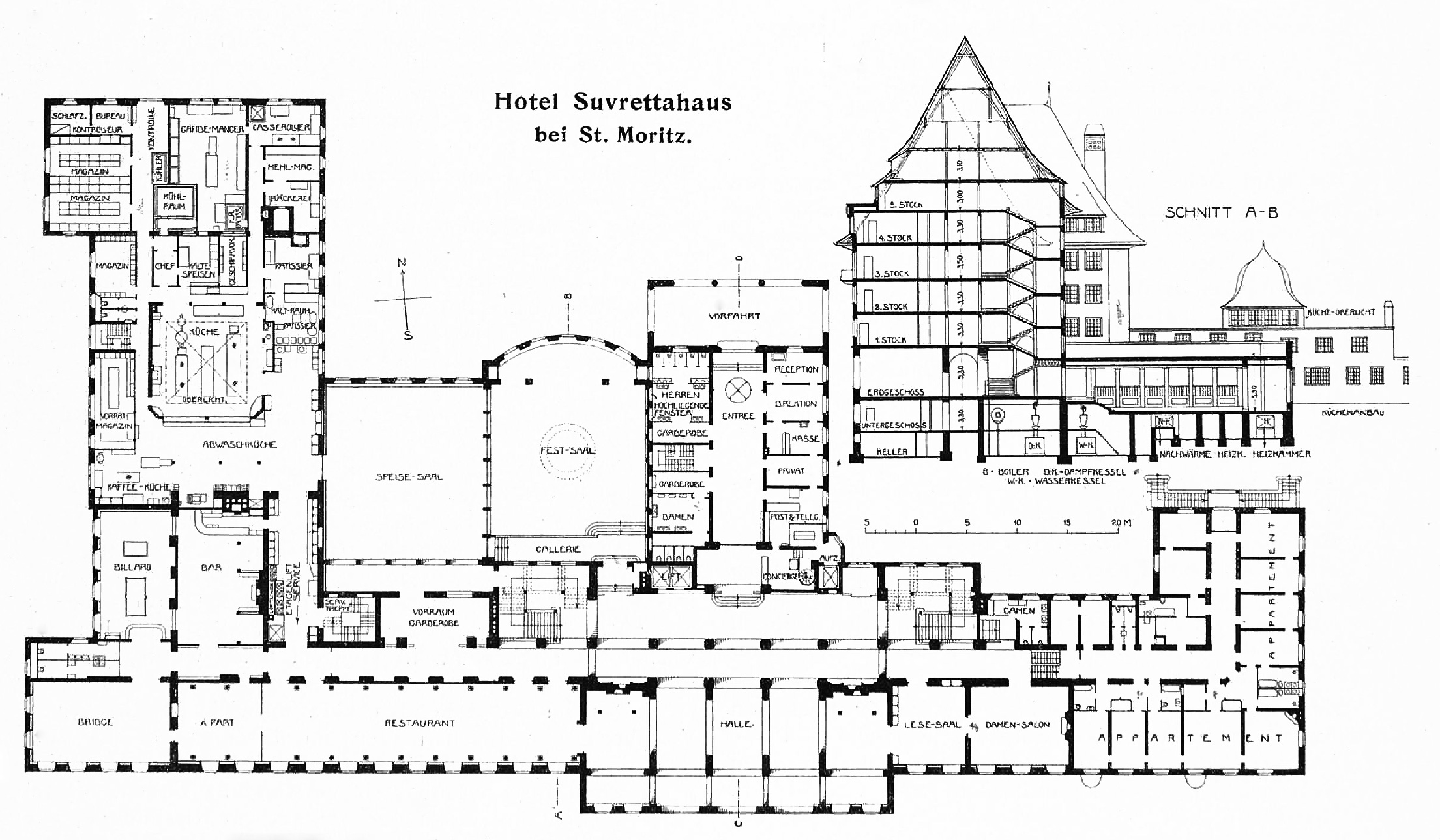
Grundriss des Erdgeschosses mit den Gesellschaftsräumen und Schnitt

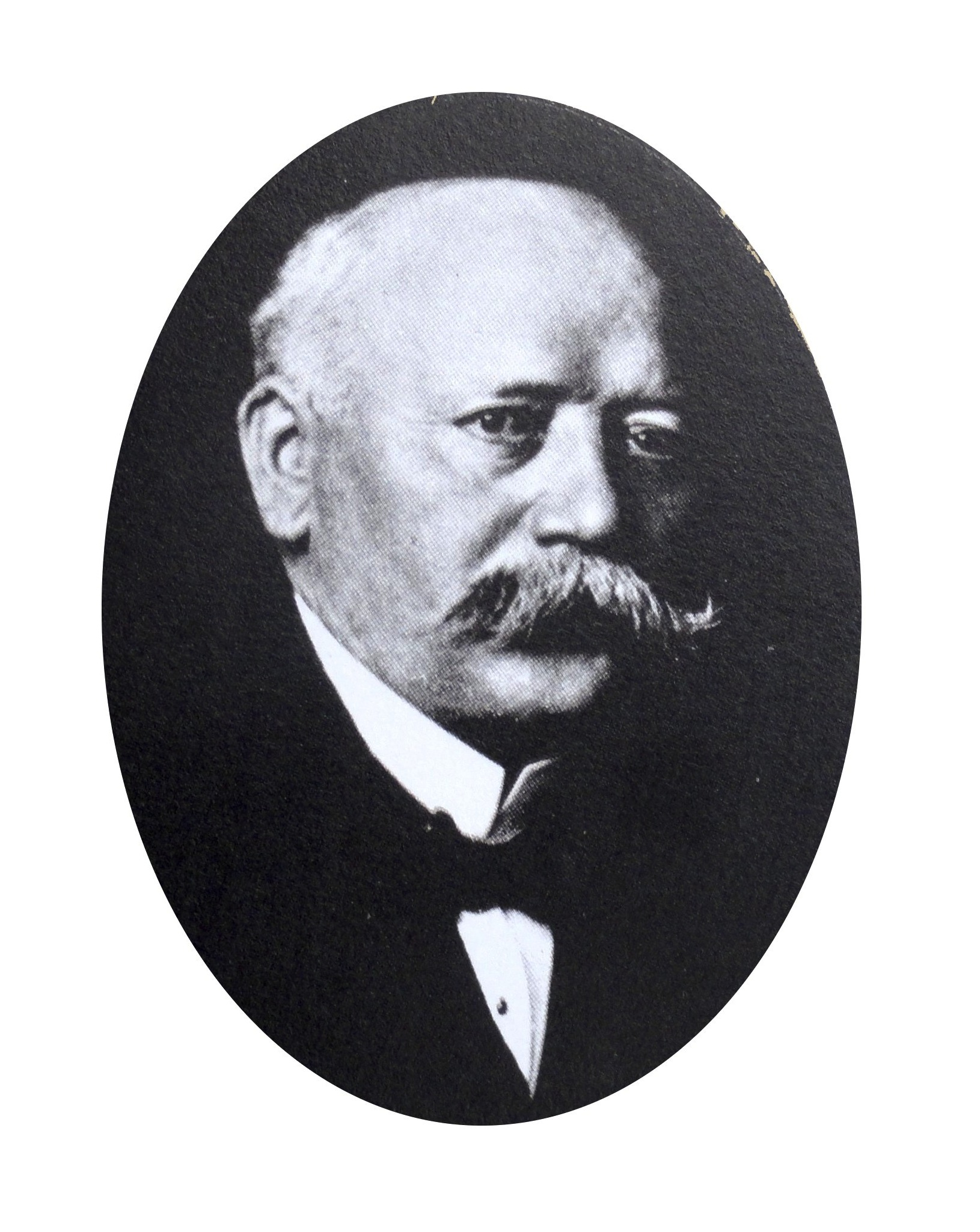
Anton Bon

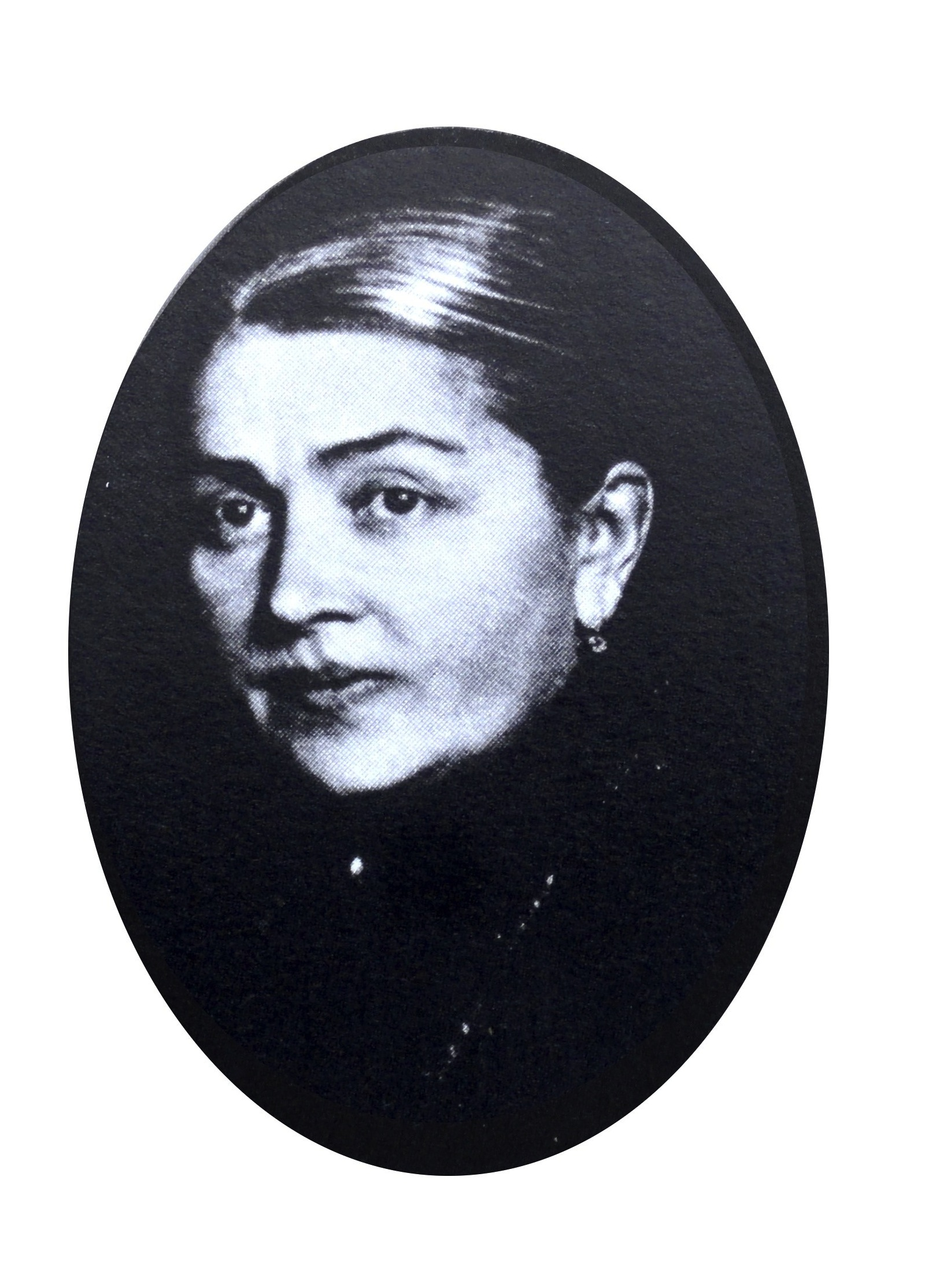
Maria Bon

Die Geschichte des «Suvretta House» begann am Anfang des 20. Jahrhunderts, als der englische Schiffsbauer G.S.F. Edwards für seine Frau vom Schweizer Architekten Karl Koller auf dem Gebiet von Chasellas die «Villa Suvretta» bauen liess. Der Gattin gefiel das Anwesen nur mässig, weshalb es Edwards einem Freund verkaufte, dem Londoner Parlamentarier Charles Sidney Goldman (1868–1958), der mit Diamantenhandel zu einem grossen Vermögen gekommen war. Dem hingegen gefiel es dort  so gut, dass er nach und nach 4.5 Hektar Land hinzukaufte.
Wie Goldman den Schweizer Hotelier Anton Bon (1854–1915) kennenlernte, ist nicht bekannt. Bon, Sohn eines Sägereibesitzers aus Bad Ragaz, hatte unter anderem zusammen mit seiner Frau Maria geb. Nigg (1854–1944) zuvor unter anderem schon das Hotel Bodenhaus in Splügen geführt und in Vitznau das Belle-Epoque-Hotel «Park Vitznau» gebaut.
Zusammen mit Sidney Goldman plante er auch hier den Bau eines Belle-Epoque-Hotels; Architekt sollte wiederum Karl Koller sein. Am 7. April 1911 wurde bei der Zürcher Bank Guyerzeller die «AG Suvretta Haus» gegründet; die Kosten für das Projekt wurden mit 7,5 Millionen Franken veranschlagt. Der erste Spatenstich erfolgte am 22. April 1911. Dank der Arbeit von 400 Männern, die von morgens bis abends im Akkord arbeiteten, wurde das Gebäude bereits im Dezember des gleichen Jahres fertig; die Inneneinrichtung wurde 1912 erstellt. Am 16. Dezember 1912 fand mit 200 geladenen Gästen die Einweihung statt. Den Hotelgästen standen 250 Zimmer, 370 Betten, 110 Badezimmer, Räume für Bridge, Billard, Raucher und Teetrinker, eine Bibliothek, ein Musikzimmer und ein prächtiger Speisesaal zur Verfügung. Charles Goldman war im Verwaltungsrat der  «AG Suvretta Haus»vertreten. Seine Familie blieb bis anfangs der 1970er Jahre unter dem Namen Commander P.V. Monck im Verwaltungsrat, danach zog sie sich von der «AG Suvretta-Haus» zurück.
Schnell entwickelte sich das Suvretta zu einem Treffpunkt von Prominenz aus Politik, Wirtschaft und der Unterhaltungsbranche. Zu den Gästen gehörten der spätere japanische Kaiser Akihito, König Faruk von Ägypten, der Schah von Persien Reza Pahlevi, der Industrielle Walter Boveri, die argentinische Präsidentengattin Evita Perón, der Tänzer Vaclav Nijinski und der Schauspieler Gregory Peck. Erster Chef de Récéption war Hugo Prager, der Vater des Mövenpick-Gründers Ueli Prager.
1915 starb Anton Bon; die Führung des Hauses übernahm seine Frau Maria. 1916 wurde ihr Sohn Hans Bon (1882–1950) als neuer Direktor eingesetzt.
1935 wurde beim Suvretta einer der ersten Skilifte der Schweiz eingeweiht. Er führte von Suvretta nach Randolins. Das Band durchschnitt der Schauspieler Douglas Fairbanks senior, der den Lift auch als erster benützte. Damit war es möglich, das Corviglia-Skigebiet direkt vom Hotel aus zu erreichen. Um Abfahrtspisten vor Überbauungen zu schützen, erwarb das Suvretta House 1963 zusätzliches Land.
Während des Zweiten Weltkrieges blieb das Hotel von 1941 bis 1946 geschlossen. Anschliessend wurden Schulden getilgt und Umbau- und Renovationsarbeiten getätigt.
Nach dem Tod von Hans Bon im Jahr 1950 übernahm der mit der Enkelin des Hotelgründers Lili Irene Bon (1919–2007) verheiratete Rudolf Candrian-Bon (1910–1987) die Leitung des «Suvretta». Vier Jahre später übernahm er von seinem Schwiegervater Primus Bon (1884–1974) die Pacht des Bahnhofbuffets im Hauptbahnhof Zürich; im Suvretta folgte für 14 Jahre Rudolfs älterer Bruder Albert Candrian und ab 1968 das Ehepaar Rudolf F. und Dorli Müller. Seit dem 1. Mai 1989 führen Helen und Vic Jacob das Hotel, entfernte Verwandte der Candrians. 1991 – in diesem Jahr wurden im «Suvretta» erstmals Kreditkarten akzeptiert – übernahm Martin Candrian das Präsidium des Verwaltungsrates, wenig später kamen der Crossair-Gründer Moritz Suter und Urs Schwarzenbach dazu, der Besitzer des Dolder Grand in Zürich.
1998 setzte sich Martin Candrian von Candrian Catering gegen die anderen Aktionäre der Familie durch, welche die Anlage verkaufen wollten. Er nahm Fremdkapital auf, unter anderem auch von Urs E. Schwarzenbach. Damit wurden nach und nach alle Gebäudeflügel ausgekernt und zahlreiche neue Zimmer und Suiten eingebaut. Das Haus zählte nunmehr 181 Zimmer und Suiten, mit insgesamt 330 Betten, und beschäftigte bis zu 300 Angestellte. Bereits früher hatte die Zürcher Architekten Tilla Theus die Zimmer auf drei Stockwerken neu gestaltet. Die Hauptküche wurde erneuert und eine Bar im Stil der 20er Jahre gebaut: «Anton's Bar» benannt nach dem Hotelgründer Anton Bon. Weiter entstanden das Personalhaus «Chesa Chavaglietta», eine neue Badelandschaft sowie Festsäle für Konzerte, Galas und Seminare. Zum Suvretta gehören mehrere Bergrestaurants und seit 1995 eine Driving-Range-Anlage.
Vom 9. Juni bis 12. Juni 2011 fand die Bilderberg-Konferenz des Jahres 2011 im «Suvretta House»  statt.

## Zukunftspläne
Das Suvretta verfügt auch nach zahlreichen Erweiterungsbauten noch über eine Landreserve von 80'000 Quadratmetern. Diese soll nach und nach in eine «Hotelzone Suvretta House» umgewandelt und für den Bau neuer Zimmer, den Bau eines Suiten- und eines Sporthotels verwendet werden.